# Vincent Fernandez
Vincent Fernandez (31 de janeiro de 1975) é um ex-futebolista profissional francês que atuava como goleiro.

## Carreira
Vincent Fernandez representou a Seleção Francesa de Futebol nas Olimpíadas de 1996.